# 明覚駅 (南京市)
明覚駅（みょうかくえき）は、南京市溧水区石湫街道明覚鎮寧高公路にある、南京地下鉄S9号線の駅である。

## 駅名
駅名については、溧水区石湫街道明覚鎮に当駅が位置することから、南京地下鉄集団は2017年7月7日に駅名が「明覚駅」に決定したことが発表された。

## 歴史
- 2017年7月7日、駅名が発表された。
- 2017年12月30日、S9号線の駅として開業。

## 駅構造

### のりば
| 番線 | 路線             | 方面                | 行先          |
| ---- | ---------------- | ------------------- | ------------- |
|      | 南京地下鉄S9号線 | 銅山・翔宇路南 方面 | 翔宇路南 行き |
|      | 南京地下鉄S9号線 | 団結圩 方面         | 高淳 行き     |

### 改札・出入口
- 1号出入口:
- 2号出入口:

## 隣の駅
南京地下鉄
■S9号線
石湫駅- 明覚駅- 団結圩駅